# Нью-Солсбері (Індіана)
Нью-Солсбері (англ. New Salisbury) — переписна місцевість (CDP) в США, в окрузі Гаррісон штату Індіана. Населення — 550 осіб (2020).

## Географія
Нью-Солсбері розташований за координатами 38°18′50″ пн. ш. 86°6′0″ зх. д. / 38.31389° пн. ш. 86.10000° зх. д. (38.313965, -86.100056).  За даними Бюро перепису населення США в 2010 році переписна місцевість мала площу 5,12 км², уся площа — суходіл.

## Демографія
Згідно з переписом 2010 року, у переписній місцевості мешкало 613 осіб у 243 домогосподарствах у складі 175 родин. Густота населення становила 120 осіб/км².  Було 261 помешкання (51/км²).
Расовий склад населення:
| - 97,9 % — білих - 0,7 % — чорних або афроамериканців - 0,7 % — азіатів - 0,2 % — корінних американців |

До двох чи більше рас належало 0,5 %. Частка іспаномовних становила 0,7 % від усіх жителів.
За віковим діапазоном населення розподілялося таким чином: 21,9 % — особи молодші 18 років, 61,3 % — особи у віці 18—64 років, 16,8 % — особи у віці 65 років та старші. Медіана віку мешканця становила 38,6 року. На 100 осіб жіночої статі у переписній місцевості припадало 100,3 чоловіків;  на 100 жінок у віці від 18 років та старших — 103,8 чоловіків також старших 18 років.
Середній дохід на одне домашнє господарство  становив 68 754 долари США (медіана — 49 667), а середній дохід на одну сім'ю — 80 787 доларів (медіана — 53 229). За межею бідності перебувало 10,9 % осіб, у тому числі 25,5 % дітей у віці до 18 років та 0,0 % осіб у віці 65 років та старших.
Цивільне працевлаштоване населення становило 130 осіб. Основні галузі зайнятості: будівництво — 31,5 %, виробництво — 30,8 %, фінанси, страхування та нерухомість — 13,8 %, оптова торгівля — 12,3 %.